# Колокольчик пильчатый
Колокольчик пильчатый (лат. Campanula serrata) — травянистое растение; вид рода Колокольчик семейства Колокольчиковые (Campanulaceae). Встречается в высокогорных районах Европы.

## Ботаническое описание

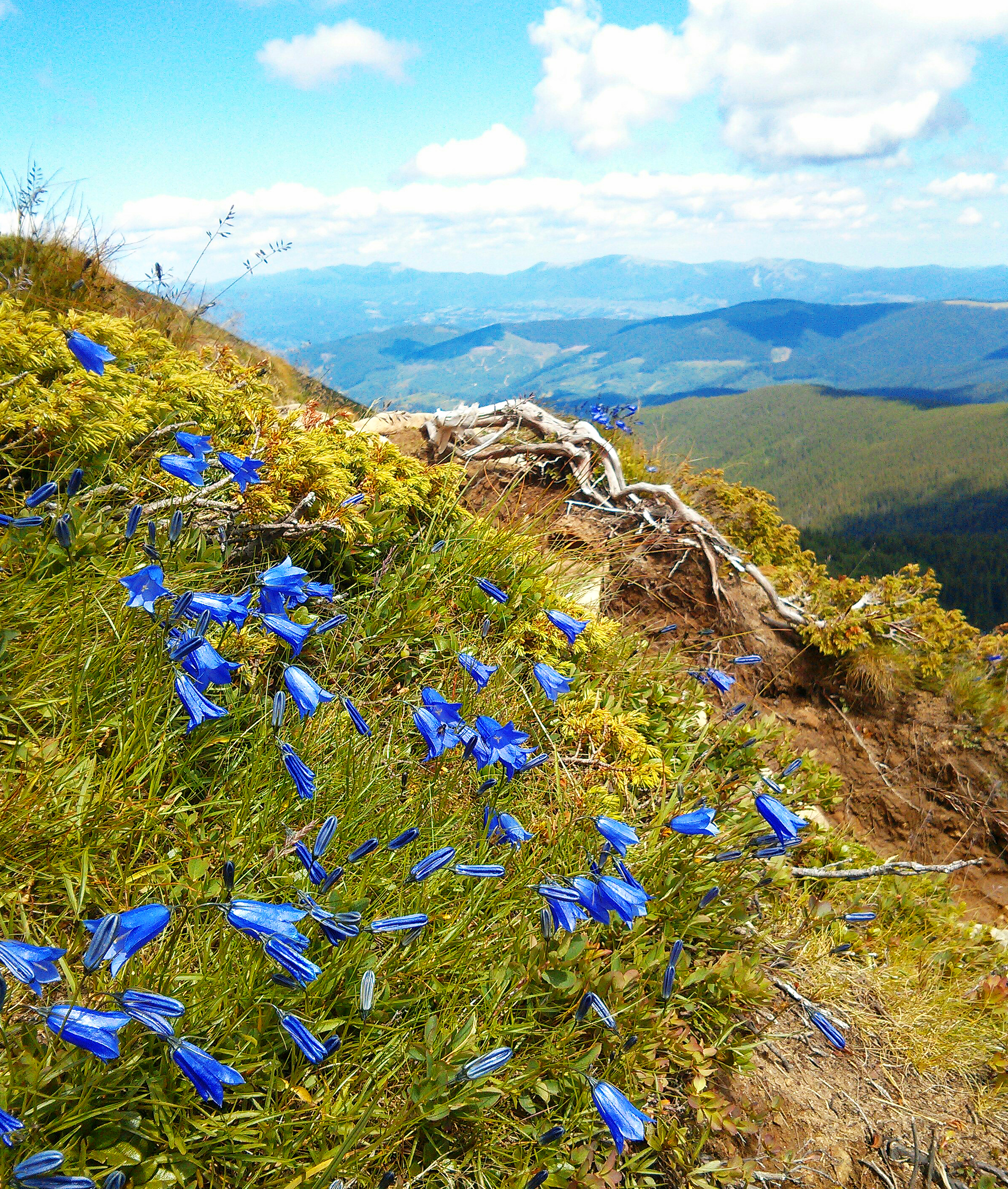
Campanula serrata

Травянистое растение высотой до 50 см. Он несколько угловатый, с короткими, отделяющимися волосками по краям, и довольно густо, скрученно лиственный.
Стебель ланцетный с заметно выступающим одиночным жилкованием на нижней стороне. Край остропильчатый, слегка утолщённый. Опадающие листья длиннохвостые, с удлинёнными, сердцевидными лопастями.
Соцветие гроздевидное или метельчатое. Иногда стебель имеет одиночный цветок. Чашелистики примерно в три раза короче венчика, равносторонние. Венчик тёмно-сине-фиолетовый, около 2 см длиной, колокольчатый. Тычинок пять.
Плод — коробочка, открывающаяся тремя отверстиями у основания.
Многолетник. Цветёт с июня по август, опыляется насекомыми. Медоносное растение, нектар находится у основания шейки пестика. Размножается семенами, которые не имеют специальных приспособлений для рассеивания.
Число хромосом 2n = 34.

## Распространение и экология
Эндемик Карпат. Ареал распространения включает Польшу, Словакию, Украину, европейские районы России, Боснию и Герцеговину, Хорватию, Румынию и Сербию.
Произрастает на лугах. Растёт на открытых, хорошо освещённых солнцем местах. Предпочитает субстрат с низким содержанием карбоната кальция, редко встречается на известковых субстратах.
В Красной книге Польши обозначен как вид, находящийся под угрозой исчезновения.
Снижение численности экземпляров на некоторых участках было вызвано изменением в использовании горных лугов. Резкое исчезновение пилильщика произошло, например, на горных пастбищах Велька Рача из-за прекращения выпаса. В горах Бещады популяции пилильщика в настоящее время чувствуют себя хорошо, но в будущем им могут угрожать леса, которыми зарастают горные пастбища в результате естественной вторичной сукцессии. Некоторые места произрастания вымерли из-за добычи известняка. На некоторых участках виду угрожает затенение из-за разросшихся деревьев и кустарников. В Татрах некоторые участки находятся под угрозой из-за разросшейся голубики.